# 文華高中駅
文華高中駅（ぶんかこうちゅうえき）は台湾台中市西屯区大河里と何仁里境界にある台中捷運緑線の駅。

## 沿革
計画時の駅番号はG8だった(p88)
- 2013年3月15日 - 当駅を含む工区起工[2](pp4-5)。
- 2018年6月30日 - 駅名決定[3]。
- 2020年
  - 11月16日 - プレ開業（12月15日まで4週間無料）[4]。
  - 11月22日 - 車両点検のため全線プレ開業中止[5]。
  - 12月19日 - 正式開業予定[4]。
- 2021年
  - 3月25日 - プレ営業再開（4月23日までの30日間はIC無料。4月24日は運休）[6]。
  - 4月25日 - 正式開業[7]。

## 駅構造
相対式ホーム2面2線の高架駅(p91)。駅舎は長さ107.2メートル、幅23.3メートル、ホーム地上高11.8メートル。

### 駅階層
コンコースは3階、ホームは4階にあり、北上（南側）のホームはコンコースと直接つながっておらず跨線橋での往来となる。ホーム棟と別にある出入口棟は市政府と民間による共同開発で地上28階、地下6階の高層住宅が併設され、2021年3月に落成した。
| 地上 四階                      | 連絡通路層                                                 | 跨線橋 |
| 地上 三階                      |                                                            |        |
| コンコース層 （2番ホーム方）   | 出入口、コンコース、案内所、自動券売機、自動改札機、トイレ |        |
| 相対式ホーム、右側のドアが開く |                                                            |        |
| 2番線                          | ←■緑線 市政府・高鉄台中站方面（文心桜花駅）                |        |
| 1番線                          | →■緑線 松竹・北屯総駅方面（文心中清駅）→                   |        |
| 相対式ホーム、右側のドアが開く |                                                            |        |

### 駅出口
- 出口1（北側）：河南路二段

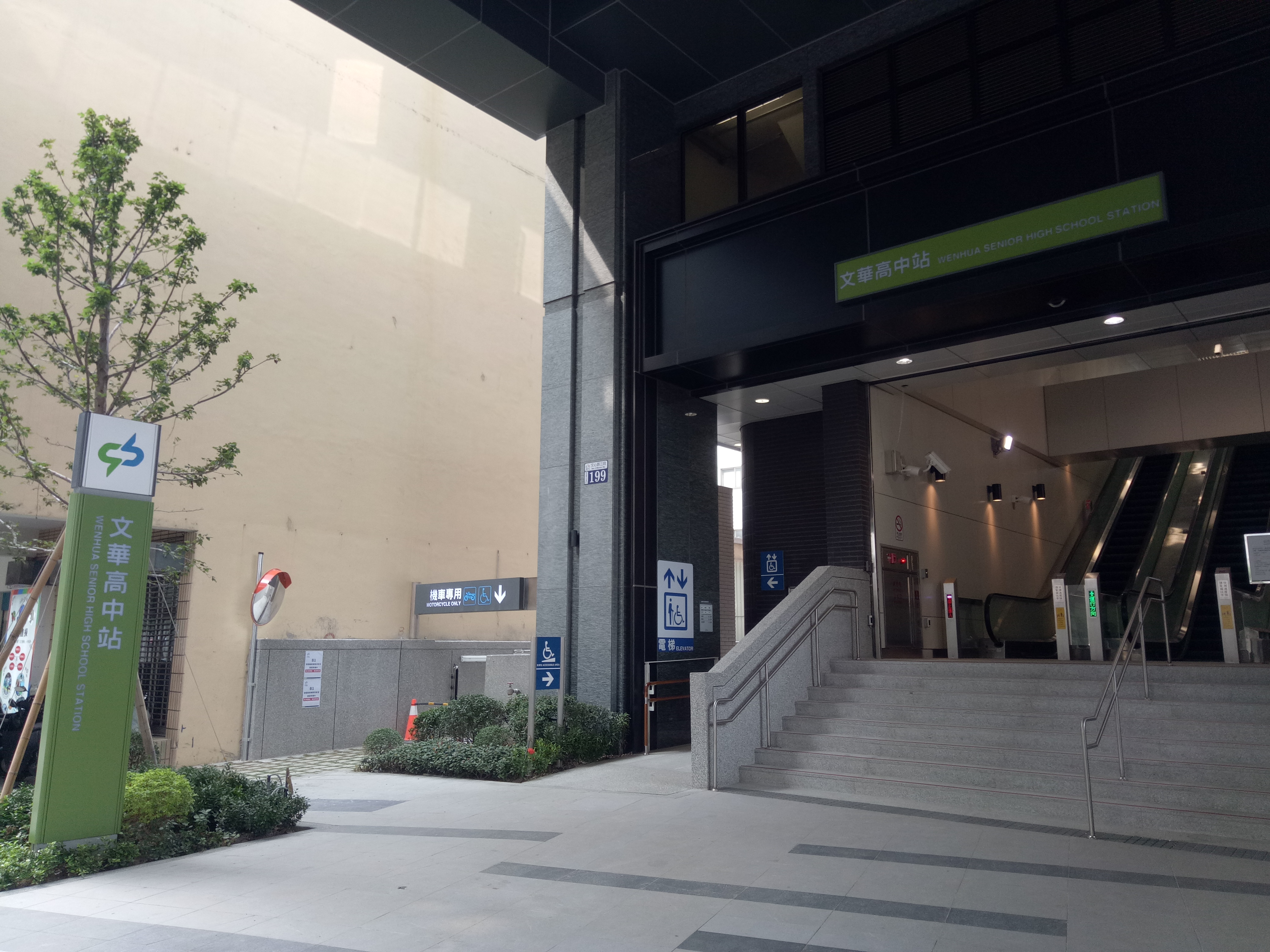
駅出入口(2020年11月)
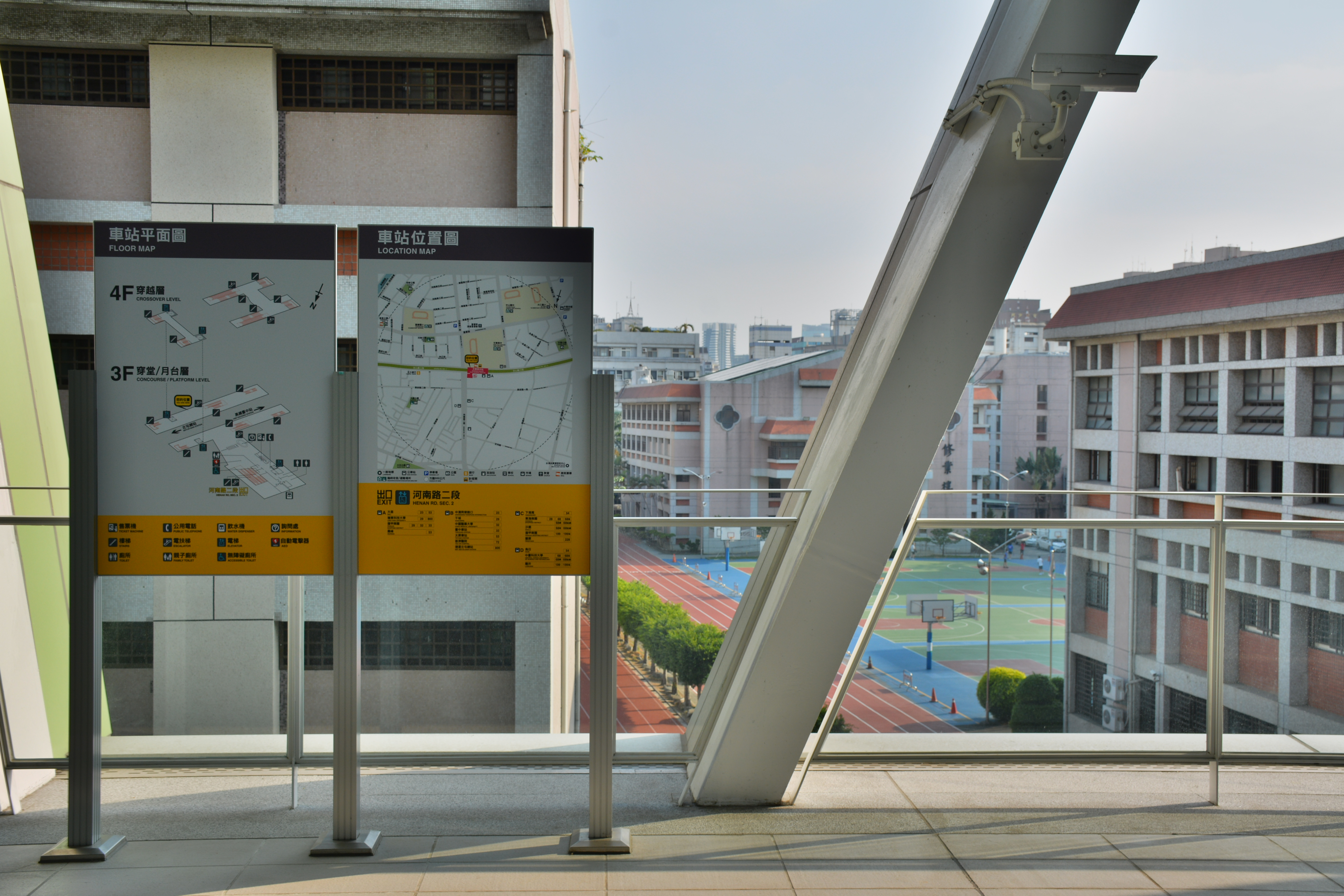
ホームから見た文華高級中等学校

## 駅周辺
- 台中市立文華高級中等学校
- 台中市立重慶国民小学
- 台中市立中山国民中学（中国語版）
- 台中市立大仁国民小学
- 台中中央公園（中国語版）
- 台中水湳経貿生態園区（中国語版）

## 隣の駅
台中捷運
緑線（烏日文心北屯線）
文心中清駅 107 - 文華高中駅 108 - 文心桜花駅 109

### 註釈
1. ↑  2020年11月16日にプレ開業、中断を経て3月25日から4月23日にプレ営業再開